# Hvalfjord
Hvalfjord (islandsk: Hvalfjörður) er en islandsk-dansk kortfilm fra 2013 med instruktion og manuskript af Gudmundur A. Gudmundsson.

## Handling
Filmen foregår på en afsides beliggende gård i Island og følger en syvårig dreng, der ved et tilfælde afbryder sin storebror i et selvmordsforsøg. Storebroren får ham til at love ikke at fortælle forældrene om det, og filmen udforsker de to brødres forhold efterfølgende.